# تريبتيك ديس مونتس إت شاتيوكس 2016
تريبتيك ديس مونتس إت شاتيوكس 2016 (بالفرنسية: Triptyque des Monts et Châteaux 2016 )‏ هو سباق دراجات هوائية، وهو الموسم رقم 21 من نفس السباق، وأقيم خلال الفترة 1 أبريل 2016، وحتى 3 أبريل 2016، وامتدّ لمسافة 420.7 كيلومتر، وهو أحد سباقات طواف أوروبا للدراجات 2016، وقد شارك في السباق 158 متسابقاً ووصل إلى نهايته 136 متسابقاً.
فاز فيه بالمركز الأول مادس فورتز شميدت، وبالمركز الثاني جوناثان ديبن، وبالمركز الثالث ماكسيميليان شاخمان، والفريق الفائز في ترتيب الفرق فيرانداس ويلمز 2016.

## الفرق
| فرق قارية (10)- Team3M ‏ - Bingoal WB Devo Team ‏ - Klein Constantia (cycling team) ‏ - Leopard TOGT Pro Cycling ‏ - Rabobank Development Team ‏ - SEG Racing Academy ‏ - بوديسول يوروميليونز بول كونتيننتال والون 2016 ‏ - Team Waoo ‏ - فيرانداس ويلمز 2016 ‏ - Team Wiggins Le Col ‏ فرق وطنية (3)- منتخب أستراليا لسباق الدراجات على الطريق للرجال تحت 23 سنة 2016 ‏ - منتخب إستونيا لسباق الدراجات على الطريق للرجال تحت 23 سنة 2016‏ - منتخب الولايات المتحدة لسباق الدراجات على الطريق للرجال تحت 23 سنة 2016 ‏ فرق أندية الدراجات (9)- BMC Development Team ‏ - EFC-Etixx ‏ - Soudal–Quick-Step Devo Team ‏ - Lotto–Dstny Development Team ‏ - Meubelen Gaverzicht-Glascentra ‏ - Profel United ‏ - Tops Antiek-Atom 6 ‏ - Verandas Willems-Crabbé-CC Chevigny ‏ - VL Technics-Experza-Abutriek ‏ الفريق الإقليمي- Équipe régionale de Wallonie‏ |  |
| |  |

## المراحل
| قائمة المراحل | قائمة المراحل | قائمة المراحل                       | قائمة المراحل  | قائمة المراحل | قائمة المراحل    | قائمة المراحل    |
| المرحلة       | التاريخ       | الدورة                              |                | المسافة (كم)  | الفائز بالمرحلة  | القائد العام     |
| ------------- | ------------- | ----------------------------------- | -------------- | ------------- | ---------------- | ---------------- |
| 1             | 1 أبريل       | Antoing ‏ – Hérinnes ‏                | مرحلة مستوية   | 165           | Bram Welten ‏     | Bram Welten ‏     |
| 2             | 2 أبريل       | Frasnes-lez-Buissenal ‏ – Kluisberg ‏ | مرحلة جبلية    | 153.8         | مادس فورتز شميدت | مادس فورتز شميدت |
| 3a            | 3 أبريل       | Chièvres ‏ – Chièvres ‏               | فردي ضد الساعة | 10.3          | جوناثان ديبن     | مادس فورتز شميدت |
| 3b            | 3 أبريل       | تورناي – Chièvres ‏                  | مرحلة مستوية   | 91.6          | مادس فورتز شميدت | مادس فورتز شميدت |

## النتيجة

### مرحلة 1
أجريت في 1 أبريل 2016، وامتدّت لمسافة 165 كيلومتر فاز بالمرحلة Bram Welten ‏، ومتصدر الترتيب العام في نهاية المرحلة Bram Welten ‏.
| التصنيف العام | التصنيف العام       | التصنيف العام   | التصنيف العام      | التصنيف العام |        |
| الدراج        | الدراج              | البلد           | الفريق             | الوقت         | السرعة |
| ------------- | ------------------- | --------------- | ------------------ | ------------- | ------ |
| 1.            | Bram Welten ‏        | هولندا          | BMC Development    | 3 س 47 د 50 ث |        |
| 2.            | František Sisr ‏     | التشيك          | Klein Constantia   | + 4 ث         |        |
| 3.            | يجف دي بوندت        | بلجيكا          | Verandas Willems   | + 5 ث         |        |
| 4.            | Tim Ariesen ‏        | هولندا          | SEG Racing Academy | + 6 ث         |        |
| 5.            | Hamish Schreurs ‏    | نيوزيلندا       | Klein Constantia   | + 7 ث         |        |
| 6.            | Michael Vingerling ‏ | هولندا          | 3M                 | + 7 ث         |        |
| 7.            | جوناثان ديبن        | المملكة المتحدة | Wiggins            | + 7 ث         |        |
| 8.            | مادس فورتز شميدت    | الدنمارك        | Trefor             | + 9 ث         |        |
| 9.            | Yoeri Havik ‏        | هولندا          | 3M                 | + 9 ث         |        |
| 10.           | Christophe Noppe ‏   | بلجيكا          | EFC-Etixx          | + 10 ث        |        |

### مرحلة 2
أجريت في 2 أبريل 2016، وامتدّت لمسافة 153.8 كيلومتر فاز بالمرحلة مادس فورتز شميدت، ومتصدر الترتيب العام في نهاية المرحلة مادس فورتز شميدت.
| التصنيف العام | التصنيف العام         | التصنيف العام    | التصنيف العام                 | التصنيف العام |        |
| الدراج        | الدراج                | البلد            | الفريق                        | الوقت         | السرعة |
| ------------- | --------------------- | ---------------- | ----------------------------- | ------------- | ------ |
| 1.            | مادس فورتز شميدت      | الدنمارك         | Trefor                        | 7 س 24 د 54 ث |        |
| 2.            | إيفان غارسيا          | إسبانيا          | Klein Constantia              | + 5 ث         |        |
| 3.            | ماكسيميليان شاخمان    | ألمانيا          | Klein Constantia              | + 7 ث         |        |
| 4.            | Tim De Troyer ‏        | بلجيكا           | Verandas Willems              | + 11 ث        |        |
| 5.            | Brecht Dhaene ‏        | بلجيكا           | Verandas Willems              | + 11 ث        |        |
| 6.            | جوناثان ديبن          | المملكة المتحدة  | Wiggins                       | + 15 ث        |        |
| 7.            | Elias Van Breussegem ‏ | بلجيكا           | Verandas Willems              | + 15 ث        |        |
| 8.            | أدريان كوستا          | الولايات المتحدة | الولايات المتحدة الأمريكيةU23 | + 18 ث        |        |
| 9.            | سكوت ديفيز            | المملكة المتحدة  | Wiggins                       | + 18 ث        |        |
| 10.           | جاي هيندلي            | أستراليا         | أسترالياU23                   | + 18 ث        |        |

### مرحلة 3a
أجريت في 3 أبريل 2016، وامتدّت لمسافة 10.3 كيلومتر فاز بالمرحلة جوناثان ديبن، ومتصدر الترتيب العام في نهاية المرحلة مادس فورتز شميدت.
| التصنيف العام | التصنيف العام         | التصنيف العام    | التصنيف العام                 | التصنيف العام |        |
| الدراج        | الدراج                | البلد            | الفريق                        | الوقت         | السرعة |
| ------------- | --------------------- | ---------------- | ----------------------------- | ------------- | ------ |
| 1.            | مادس فورتز شميدت      | الدنمارك         | Trefor                        | 7 س 38 د 14 ث |        |
| 2.            | جوناثان ديبن          | المملكة المتحدة  | Wiggins                       | + 9 ث         |        |
| 3.            | ماكسيميليان شاخمان    | ألمانيا          | Klein Constantia              | + 12 ث        |        |
| 4.            | Tim De Troyer ‏        | بلجيكا           | Verandas Willems              | + 14 ث        |        |
| 5.            | سكوت ديفيز            | المملكة المتحدة  | Wiggins                       | + 16 ث        |        |
| 6.            | أدريان كوستا          | الولايات المتحدة | الولايات المتحدة الأمريكيةU23 | + 16 ث        |        |
| 7.            | Elias Van Breussegem ‏ | بلجيكا           | Verandas Willems              | + 17 ث        |        |
| 8.            | Brecht Dhaene ‏        | بلجيكا           | Verandas Willems              | + 26 ث        |        |
| 9.            | Nathan Van Hooydonck ‏ | بلجيكا           | BMC Development               | + 32 ث        |        |
| 10.           | إيفان غارسيا          | إسبانيا          | Klein Constantia              | + 39 ث        |        |

### مرحلة 3b
أجريت في 3 أبريل 2016، وامتدّت لمسافة 91.6 كيلومتر فاز بالمرحلة مادس فورتز شميدت.
| التصنيف العام | التصنيف العام         | التصنيف العام    | التصنيف العام                 | التصنيف العام |        |
| الدراج        | الدراج                | البلد            | الفريق                        | الوقت         | السرعة |
| ------------- | --------------------- | ---------------- | ----------------------------- | ------------- | ------ |
| 1.            | مادس فورتز شميدت      | الدنمارك         | Trefor                        | 9 س 46 د 10 ث |        |
| 2.            | جوناثان ديبن          | المملكة المتحدة  | Wiggins                       | + 11 ث        |        |
| 3.            | ماكسيميليان شاخمان    | ألمانيا          | Klein Constantia              | + 18 ث        |        |
| 4.            | Tim De Troyer ‏        | بلجيكا           | Verandas Willems              | + 20 ث        |        |
| 5.            | أدريان كوستا          | الولايات المتحدة | الولايات المتحدة الأمريكيةU23 | + 22 ث        |        |
| 6.            | سكوت ديفيز            | المملكة المتحدة  | Wiggins                       | + 22 ث        |        |
| 7.            | Elias Van Breussegem ‏ | بلجيكا           | Verandas Willems              | + 23 ث        |        |
| 8.            | Brecht Dhaene ‏        | بلجيكا           | Verandas Willems              | + 32 ث        |        |
| 9.            | Nathan Van Hooydonck ‏ | بلجيكا           | BMC Development               | + 38 ث        |        |
| 10.           | إيفان غارسيا          | إسبانيا          | Klein Constantia              | + 42 ث        |        |

## التصنيف العام النهائي
| التصنيف العام | التصنيف العام         | التصنيف العام    | التصنيف العام                 | التصنيف العام |        |
| الدراج        | الدراج                | البلد            | الفريق                        | الوقت         | السرعة |
| ------------- | --------------------- | ---------------- | ----------------------------- | ------------- | ------ |
| 1.            | مادس فورتز شميدت      | الدنمارك         | Trefor                        |               |        |
| 2.            | جوناثان ديبن          | المملكة المتحدة  | المملكة المتحدةU23            |               |        |
| 3.            | ماكسيميليان شاخمان    | ألمانيا          | Klein Constantia              |               |        |
| 4.            | Tim De Troyer ‏        | بلجيكا           | Verandas Willems              |               |        |
| 5.            | أدريان كوستا          | الولايات المتحدة | الولايات المتحدة الأمريكيةU23 |               |        |
| 6.            | سكوت ديفيز            | المملكة المتحدة  | Wiggins                       |               |        |
| 7.            | Elias Van Breussegem ‏ | بلجيكا           | Verandas Willems              |               |        |
| 8.            | Brecht Dhaene ‏        | بلجيكا           | Verandas Willems              |               |        |
| 9.            | Nathan Van Hooydonck ‏ | بلجيكا           | BMC Development               |               |        |
| 10.           | إيفان غارسيا          | إسبانيا          | Klein Constantia              |               |        |

### الفرق حسب الوقت
| تصنيف الفرق حسب الوقت | تصنيف الفرق حسب الوقت | تصنيف الفرق حسب الوقت | تصنيف الفرق حسب الوقت |        |
| الفريق                | الفريق                | البلد                 | الوقت                 | السرعة |
| --------------------- | --------------------- | --------------------- | --------------------- | ------ |
| 1.                    | Verandas Willems      | بلجيكا                | 29 س 19 د 45 ث        |        |
| 2.                    | Klein Constantia      | التشيك                | + 24 ث                |        |
| 3.                    | Wiggins               | المملكة المتحدة       | + 54 ث                |        |

## وصلات خارجية
- الموقع الرسمي
- تريبتيك ديس مونتس إت شاتيوكس 2016 على موقع إحصائيات الدراجات الإحترافية (الإنجليزية)
- تريبتيك ديس مونتس إت شاتيوكس 2016 في موقع Cycling Archives سايكلنج أركايفز